# Otto Wilhelm von Podewils
Otto Wilhelm von Podewils (* 1595 in Königsberg (Preußen); † 14. September 1657 in Pillau) war ein preußischer Offizier.

## Leben
Otto Wilhelm Podewils entstammte dem namhaften Adelsgeschlecht derer von Podewils aus Hinterpommern. Er war von seinen Eltern, dem Obermarschall Georg von Podewils und Elisabeth von Rauschenplatt, auf die Altstädtische Schule seiner Heimatstadt geschickt worden. Nach dem Tod des Vaters wurde seine schulische Erziehung auf dem Lande – in Ortelsburg und Gallingen – fortgesetzt. Er wurde dann zur Erweiterung seiner Kenntnisse der polnischen Sprache für ein Jahr nach Thorn geschickt und erhielt anschließend noch ein Jahr lang in Königsberg Unterricht. Er schlug dann die militärische Laufbahn ein und machte sechs Jahre lang die Kavalierstour in Frankreich und England sowie schließlich in den Niederlanden, wo er in die Leibgarde des Prinzen Moritz von Oranien eintrat. 1618 nahm er als Leutnant unter dem Grafen von Styrum an dem böhmischen Feldzug teil und erhielt eine Kompanie zu Fuß im Regiment des Grafen Wilhelm von Nassau. Er war beim Entsatz von Bergen op Zoom dabei und wurde 1626 Kapitän bei der Garde des Prinzen Heinrich von Oranien. Er nahm an Kämpfen bei Herzogenbusch teil, wo er ein Auge verlor, und kämpfte bei Roermond, Venlo, Maastricht und Rheinberg.
1633 kam er mit seiner Kriegserfahrung nach Preußen zurück. Er wurde polnischer Kriegsrat und Oberst und führte im Zuge nach Smolensk die deutschen Regimenter an. Als der Waffenstillstand zu Altmark abgelaufen war und die Städte Königsberg und Pillau in Verteidigungsbereitschaft versetzt wurden, erhielt er den Oberbefehl über die dort stationierten Truppen. Nach dem Sturz Wolf von Kreytzens erhielt er auch das Kommando über das gesamte Defensivwerk in Preußen.
Zwar war es ihm nicht vergönnt, in dieser leitenden Stellung Außergewöhnliches zu vollbringen, doch war der Kurfürst Friedrich Wilhelm von seinem militärischen Sachverstand dermaßen überzeugt, dass er ihm 1641 den Posten des Gouverneurs von Pillau, des damals wichtigsten militärischen Stützpunkts in Preußen, anvertraute. 1653 wurde er auch Chef des in Pillau stationierten Regiments Rhedern zu Fuß. Seit 1653 wuchs die Bedeutung dieser Position wegen des polnisch-schwedischen Konflikts ganz beträchtlich.
Podewils hatte sich in den Niederlanden dem reformierten Glaubensbekenntnis angeschlossen, dem er auch in Königsberg treu blieb, obwohl die Mehrheit der Bürgerschaft hier evangelisch-lutherisch war.

### Familie
Am 3. Februar 1629 vermählte sich Podewils mit der Obersthofmeisterin der brandenburgischen Kurfürstin, Katharina von Sevenaer a.d.H. Hagen in der Grafschaft Mark (1602–1678). Aus dieser Ehe sind zehn Kinder hervorgegangen:
- Heinrich († jung)
- Matz († 1656), brandenburgisch-preußischer Obristleutnant
- Amelie (Amalie, Aemilia), ⚭ 1649 Ludwig von Rautter (1623–1665), kurbrandenburgischer Kammerherr, Erbherr auf Willkamm und weiteren Gütern
- Louise Charlotte († nach 1698), ⚭ Theophil von Lewald († nach 1697), Amtshauptmann zu Insterburg, Erbherr auf Groß und Klein Ottlau und weiteren Gütern
- Anna Dorothea († 1676), ⚭ 1665/1669 Graf Gerhard Ahasverus von Lehndorff (1637–1688), Erbherr auf Steinort und weiteren Gütern, polnischer Obristleutnant und Kammerherr, dänischer Generalleutnant, Oberburggraf im Herzogtum Preußen
- Georg Wilhelm (1639–1679), Kammerjunker der Kurfürstin, Oberappellationsgerichtsrat, Hauptmann zu Rastenburg, Erbherr auf Penken und Dollstädt, ⚭ 1669 Louise Catharina von Goldstein a.d.H. Carben (1651–1706), Tochter des schwedischen Generals der Kavallerie, Johann Arend von Goldstein († 1653)
- Sibylla Catharina (1643–1719), ⚭ vor 1674 Freiherr Friedrich von Heydeck (1634–1696), Erbherr auf Neuhoff und Klein Wohlsdorf
- Elisabeth Christina († jung)
- Wilhelm Friedrich († 1671), brandenburgisch-preußischer Rittmeister, Kammerjunker des Kurprinzen
- Anna Sybilla († jung)